# Black Elk

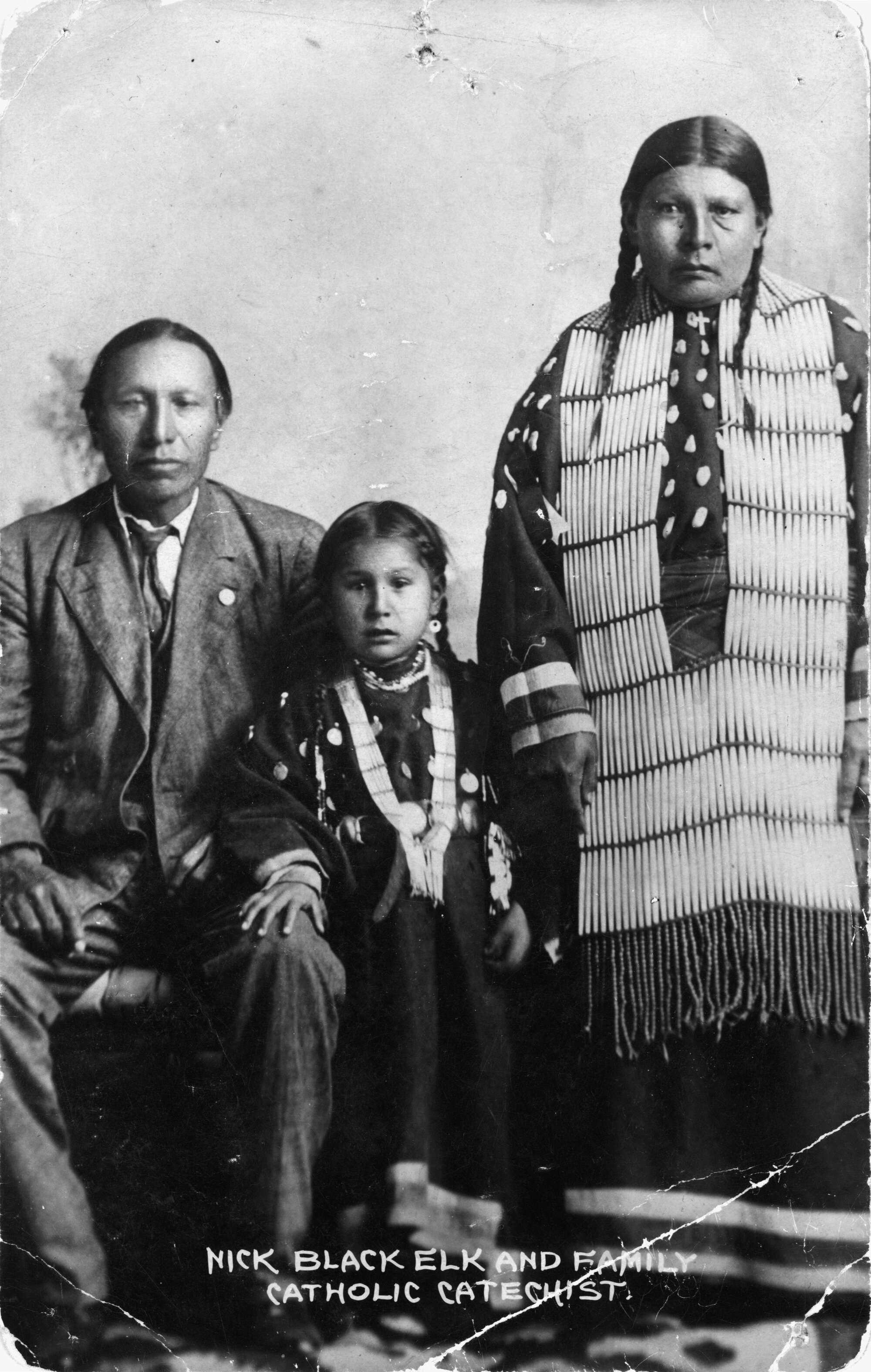
Nicholas Black Elk, dochter Lucy Black Elk en echtgenote Anna Brings White, foto ca. 1910

Black Elk (Hehaka Sapa, Zwart Hert of Zwarte Eland, 1 december 1863-19 augustus 1950) was een medicijnman van de Oglala Sioux, die de teloorgang van de beschaving van de indianen aan den lijve ondervond en er John H. Neihardt over vertelde, die er het boek Black Elk Speaks (1932) over schreef. In 1947 zocht Joseph Epes Brown Black Elk op in Manderson, Zuid-Dakota. Black Elk vertelde hem over 'de zeven geheime rituelen van de Oglala-Sioux' en zo verscheen in 1953 het boek De Heilige Pijp. Black Elk wilde op die manier het spirituele erfgoed van zijn volk doorgeven en bijdragen aan de vrede op aarde.
Black Elk was een achterneef en groot bewonderaar van de Siouxleider Crazy Horse (Gek Paard), die op dertigjarige leeftijd vermoord werd.

## Visioen
Black Elk had tijdens een ziekbed op negenjarige leeftijd een visioen over 'Zes Grootvaders', die zes grote krachten vertegenwoordigden. Een van hen was de 'geest van de planeet aarde'. Black Elk kwam in het 'centrum van de wereld' en zag de vertegenwoordigers van de vier windrichtingen en de symbolen die erbij hoorden, zoals een beker water (levenswater), een ganzenvleugel, een boog, een pijp en een bloeiende tak. Ook zag hij twee wegen die in het midden samenkwamen: de weg van zuid naar noord was de rode, goede weg en hij zag de 'Levensboom' in het midden van de cirkel.
Black Elk werd in zijn jeugd ingewijd in de heilige overleveringen van zijn volk door Wervelwindjager, Zwarte Weg en Elandhoofd, de 'Bewaarder van de Heilige Pijp'. Zij leerden hem de geschiedenis en het spirituele erfgoed van zijn volk.
Pas later kon Black Elk de 'kracht' van zijn visioen zich eigen maken, door het te visualiseren in een ceremonie: het visioen werd voor de hele groep aanschouwelijk gemaakt in de 'Paardendans'. Andere ceremonies volgden en Black Elk werd een groot medicijnman, die met zijn verworven kracht middels speciale rituele handelingen in staat bleek veel stamgenoten te kunnen genezen.

## Tour

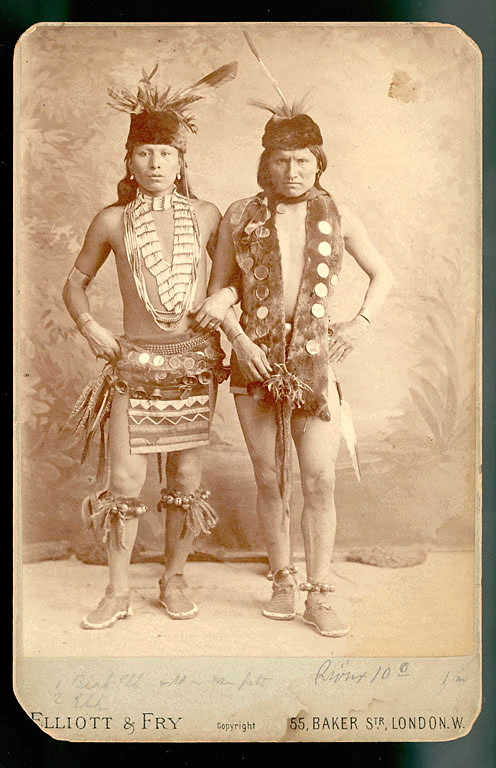
Black Elk (links) en Elk van de Oglala Lakota, gefotografeerd in Londen, Engeland, in hun 'grasdans' kleding, tijdens Buffalo Bills Wild West Tour, 1887

Net als Sitting Bull (Zittende Stier) deed Black Elk mee aan de show van Buffalo Bill, om beter de manieren van de wasichu's (blanken) te kunnen vergelijken met die van de indianen. Met de trein reisde hij mee naar New York en het gezelschap stak de Atlantische Oceaan over en gaf uitvoeringen in Londen, zelfs voor koningin Victoria, die Black Elk zeer waardeerde. De waardering was wederzijds en Victoria nodigde het indiaanse gezelschap uit haar 'opvoering' met koetsen bij te wonen. Met enige andere indianen miste Black Elk de stoomboot naar huis en zij sloten zich aan bij een ander gezelschap, Mexican Joe, die ook in Parijs opvoeringen gaf. Black Elk maakte kennis met een Frans meisje en haar familie. 
Door hevige heimwee werd hij ziek en een keer bleef hij bij haar ouders thuis drie dagen bijna levenloos liggen. Hij beleefde toen een 'spiritual journey', een 'astrale reis' op een wolk over de oceaan naar huis, waarin hij zag dat de indiaanse volken verhuisd waren en samengekomen. Ook zag hij zijn moeder, die naar hem omhoog keek. Pas na drie jaar, toen Buffalo Bill hem een ticket en 90 dollar bezorgde, kwam Black Elk terug naar Amerika. Thuisgekomen bleek de situatie zoals hij gezien had tijdens zijn spirituele reis. Zijn moeder vertelde hem dat ze van hem in de lucht had gedroomd.

## Dans van de Geesten
Veel indianen geloofden in hun wanhoop en honger in de komst van een 'nieuwe wereld', waar geen plaats was voor de blanken, maar waar de dode indianen zouden wederkeren en gelukkig leven. Dit verhaal werd verteld door 'Messias' Wovoka, een Paiute-indiaan. Indianen konden zich op deze nieuwe wereld voorbereiden door te dansen op de manier die Wovoka hen leerde, de Ghost Dance. Dit alarmeerden de blanken, die nerveus werden toen indianen overal de dansen begonnen uit te voeren. Veel van de symboliek in Wovoka's uitbeelding van ceremonies, leek op Black Elks visioen, die hij zag toen hij negen jaar was. Daarom was hij op een gegeven moment geneigd Wovoka te geloven en ging hij actief deelnemen aan de dansen. Later zei hij, dat hij beter bij zijn eerste visioen had kunnen blijven en niet op kleinere visioenen later had moeten blindvaren. In een van die latere visioenen werd hem verteld heilige kleding, beschilderd met bliksemschichten te maken voor de indianen. De indianen gingen geloven dat de geesteskleding hen tegen de kogels van de soldaten kon beschermen.

## Wounded Knee
Black Elk was in de buurt toen de volgelingen van Big Foot/Spotted Elk (Grote Voet, Gevlekt Hert) bij Wounded Knee werden neergeschoten, nadat ze zich hadden overgegeven en hun wapens hadden ingeleverd. Er was een schot gevallen en daarop waren de soldaten begonnen te schieten op weerloze mannen, vrouwen en kinderen, ook met kanonnen. Er waren maar honderd indiaanse krijgers tegenover 500 soldaten. Het overgrote deel van de indianen bestond uit weerloze vrouwen, kinderen, baby's en ouderen. Ze werden op de vlucht in de sneeuw neergeschoten.
Met een groepje bestormde Black Elk te paard de soldaten. Hij was slechts met een boog gewapend en droeg zijn geesteshemd. Hij wist enige baby's te redden. Ondanks dat hij veel werd beschoten, bleef hij ongedeerd. De volgende dag ging de strijd verder en nu was hij gewapend met een geweer. Hij wilde wraak nemen op de soldaten, maar raakte zelf gewond. Zijn ingewanden kwamen uit zijn buik, maar een medicijnman wist hem zo te behandelen, dat hij na drie dagen al weer kon lopen. Na enige tijd werd vrede overeengekomen.
De massamoord van Wounded Knee van 29 december 1890 was de slotfase van een tijdperk (1860-1890), waarin de indianen hun grondgebied, bizons, wapens, pony's, onafhankelijkheid, gezondheid en hoop verloren. De cirkel van de natie was gebroken, zoals Black Elk het uitdrukte en de bloeiende Boom van het Leven was verdord:
'En ik kan zien, dat er nog meer stierf daar, in de met bloed doordrenkte moddersneeuw, en begraven werd in de sneeuwstorm. De droom van een volk stierf daar. Het was een prachtige droom... De band van de natie is gebroken en uiteengevallen. Er is geen middelpunt meer, en de gewijde boom is dood. Zwart Hert' (citaat van Black Elk, waar Dee Brown zijn boek Begraaf mijn hart bij de bocht van de rivier (1970) over de ondergang van de indiaanse beschaving mee afsloot).
Beloften van de blanken waren niet nagekomen, verdragen geschonden, rantsoenen te karig of gestolen, de reservaten op armzalig land gekozen. En de blanken bleven maar in groten getale komen, daar was geen houden aan. Goudzoekers kwamen indiaans, heilig gebied zoals de Black Hills binnen en de overheid deed er niets tegen. indianenleiders, die de eigen traditie en het traditionele, vrije leven in stand wilden houden, werden als oproerkraaiers weggezet, opgesloten en vermoord.

## Katholicisme
Black Elks eerste vrouw bekeerde zich tot het katholicisme en hun kinderen werden gedoopt. Black Elk werd in 1904 zelf ook katholiek, werd Nicholas Black Elk en hertrouwde, maar vertelde zijn dochter op zijn sterfbed, dat hij alleen geloofde in de 'religie van de heilige pijp'. Met de bekering hoopte Black Elk, dat zijn kinderen hun weg in de nieuwe realiteit zouden weten te vinden. Hij werd catechist en wordt door de kerk mogelijk zalig verklaard.
Zijn zoon Ben hielp als tolk toen Black Elk op hoge leeftijd John Neihardt zijn levensverhaal en openhartig over zijn visioen vertelde. Black Elk geloofde dat zijn eigen kracht door het vertellen zou afnemen, maar dat het goed zou zijn als in de toekomst mensen zo kennis zouden kunnen nemen van deze periode en zijn visioen.

## Familie
Black Elk huwde in 1892 met Katie War Bonnet en zij kregen drie kinderen, waaronder Ben Black Elk (1899-1973). Zijn vrouw stierf in 1903. Black Elk hertrouwde in 1905 met Anna Brings White, een weduwe met twee dochters. Samen kregen ze nog drie kinderen. Zijn tweede echtgenote stierf in 1941.

## De Heilige Pijp
In het boek De Heilige Pijp openbaarde Black elk de zeven geheime rituelen van de Oglala-Sioux: het bewaren en loslaten van de ziel, de zuivering, het smeken om een visioen, de zonnedans, het aangaan van verwantschap, de voorbereiding op het vrouw-zijn en het opgooien van de bal.